# O Haupt voll Blut und Wunden

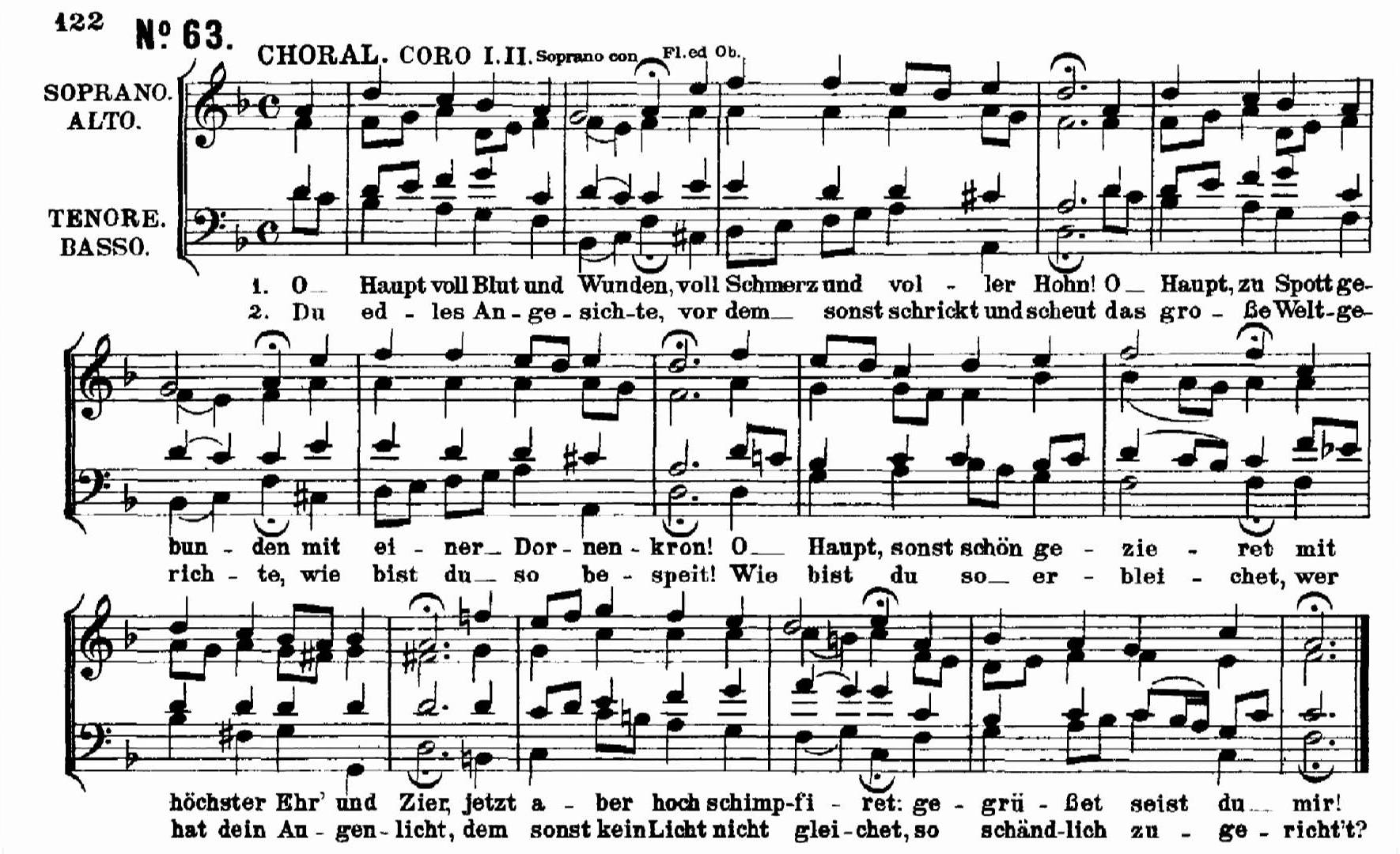
O Haupt voll Blut und Wunden dans la Passion selon saint Matthieu de Jean-Sébastien Bach

O Haupt voll Blut und Wunden (en anglais : O sacred Head, now wounded) est un chant chrétien dont les paroles originales sont écrites par Paul Gerhardt et la mélodie composée par Hans Leo Hassler.
En français, ce choral est connu comme Confie à Dieu ta route, traduction d'un autre choral, Befiehl du deine Wege (de), dont la mélodie est commune.

## Origines
Le théologien Paul Gerhardt traduit l'hymne latin Salve caput cruentatum en allemand en 1656, la dernière année de son mandat comme prévôt à Mittenwalde. À l'époque de Gerhardt, Bernard de Clairvaux (ca.1090-1153) est considéré comme le premier auteur de cet hymne. Aujourd'hui il est attribué à Arnulf von Löwen (1200-1250). C'est la dernière partie d'un cycle de sept méditations sur les membres du crucifié,  recréé par Gerhardt sous le titre Oratio Rhythmica (voir aussi Membra Jesu nostri ). 
La mélodie en mode phrygien est une version rythmiquement simplifiée de la chanson d'amour Mein G’müt ist mir verwirret composée par Hans Leo Haßler (1564-1612) et apparue pour la première fois en 1601 dans le recueil Lustgarten neuer teutscher Gesäng. Dès 1613, cette mélodie apparaît dans le recueil Harmoniae sacrae publié par Christoph Knoll (1563 à 1621) sous le titre Herzlich tut mich verlangen nach einem sel’gen End. À l'époque de Gerhardt, cette mélodie est connue dans les congrégations luthériennes.

## Postérité
Plusieurs strophes du choral sont utilisées par Johann Sebastian Bach (1685–1750) dans la Passion selon saint Matthieu (BWV 244), Bach faisant lui-même la sélection et le travail sur le texte, sans les laisser à son parolier Picander (1700–1764). Bach utilise la sixième strophe dans la cantate Sehet, wir gehn hinauf gen Jerusalem (BWV 159) qui évoque l'annonce de la Passion du Christ. La mélodie apparaît également dans son Oratorio de Noël sur le texte de Paul Gerhardt Sehet! Wir gehn hinauf gen Jerusalem, dans le premier choral de la partie I (n° 5), ainsi que dans Nun seid ihr wohl gerochen, le chœur final de la partie VI. 
Dans l'Evangelisches Gesangbuch, le choral est répertorié sous le n ° 85. Dans le recueil catholique Gotteslob (de), il porte le n° 289 (sans les strophes originales 5 et 7). Il apparaît aussi dans Mennonitisches Gesangbuch (de) au n° 291. Le chant avait été intégré aux recueils catholiques 30 ans après la mort de Gerhardt. 
Felix Mendelssohn Bartholdy compose sur O Haupt voll Blut und Wunden une cantate pour solistes, chœur et orchestre en 1830. D'autres arrangements sont composés par Johann Pachelbel, Johann Gottfried Walther, Georg Philipp Telemann, Franz Liszt, Friedrich Silcher, Rudolph Palme, Max Reger, Joseph Gabriel Rheinberger, Johann Nepomuk David, Josef Friedrich Doppelbauer et Rupert Gottfried Frieberger et de nombreux autres compositeurs. Les arrangements du choral pour orgues sont très nombreux. 
La mélodie est utilisée vers 1960 par Peter, Paul & Mary avec le trio Dave Brubeck (Because all men are brothers auf der LP Summit Sessions ), en 1973 par Paul Simon pour la chanson American Tune, en 2006 par Dieter Falk (dans l'album A tribute to Paul Gerhardt) et en 2012 par l'auteur-compositeur canadien John K. Samson dans sa chanson Stop Error.

## Texte
1.
O Haupt voll Blut und Wunden,
voll Schmerz und voller Hohn,
o Haupt, zum Spott gebunden
mit einer Dornenkron,
o Haupt, sonst schön gezieret
mit höchster Ehr und Zier,
jetzt aber hoch schimpfieret:
gegrüßet seist du mir!
2.
Du edles Angesichte,
davor sonst schrickt und scheut
das große Weltgewichte:
wie bist du so bespeit,
wie bist du so erbleichet!
Wer hat dein Augenlicht,

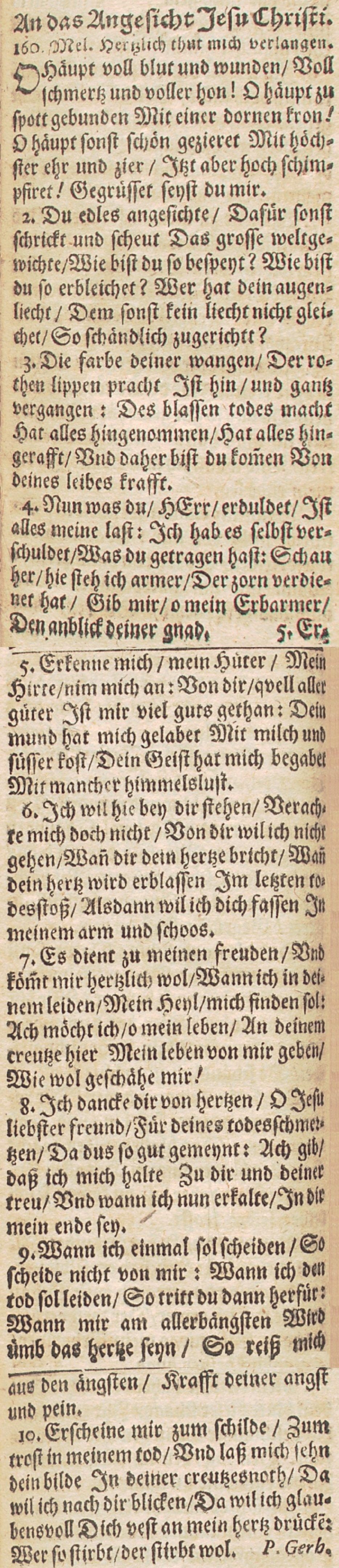
Version du texte dans la Praxis pietatis melica de Johann Crüger Pietatis Melica (1660).

dem sonst kein Licht nicht gleichet,
so schändlich zugericht’?
3.
Die Farbe deiner Wangen,
der roten Lippen Pracht
ist hin und ganz vergangen;
des blassen Todes Macht
hat alles hingenommen,
hat alles hingerafft,
und daher bist du kommen
von deines Leibes Kraft.
4.
Nun, was du, Herr, erduldet,
ist alles meine Last;
ich hab es selbst verschuldet,
was du getragen hast.
Schau her, hier steh ich Armer,
der Zorn verdienet hat.
Gib mir, o mein Erbarmer,
den Anblick deiner Gnad.
5.
Erkenne mich, mein Hüter,
mein Hirte, nimm mich an.
Von dir, Quell aller Güter,
ist mir viel Guts getan;
dein Mund hat mich gelabet
mit Milch und süßer Kost,
dein Geist hat mich begabet
mit mancher Himmelslust.
6.
Ich will hier bei dir stehen,
verachte mich doch nicht;
von dir will ich nicht gehen,
wenn dir dein Herze bricht;
wenn dein Haupt wird erblassen
im letzten Todesstoß,
alsdann will ich dich fassen
in meinen Arm und Schoß.
7.
Es dient zu meinen Freuden
und tut mir herzlich wohl,
wenn ich in deinem Leiden,
mein Heil, mich finden soll.
Ach möcht ich, o mein Leben,
an deinem Kreuze hier
mein Leben von mir geben,
wie wohl geschähe mir!
8.
Ich danke dir von Herzen,
o Jesu, liebster Freund,
für deines Todes Schmerzen,
da du’s so gut gemeint.
Ach gib, dass ich mich halte
zu dir und deiner Treu
und, wenn ich nun erkalte,
in dir mein Ende sei.
9.
Wenn ich einmal soll scheiden,
so scheide nicht von mir,
wenn ich den Tod soll leiden,
so tritt du dann herfür;
wenn mir am allerbängsten
wird um das Herze sein,
so reiß mich aus den Ängsten
kraft deiner Angst und Pein.
10.
Erscheine mir zum Schilde,
zum Trost in meinem Tod,
und lass mich sehn dein Bilde
in deiner Kreuzesnot.
Da will ich nach dir blicken,
da will ich glaubensvoll
dich fest an mein Herz drücken.
Wer so stirbt, der stirbt wohl.

## Traduction
Plusieurs traductions anglaises existent, la plus commune dans les recueils modernes étant "O sacred Head, now wounded" de James W. Alexander,.
En français, la mélodie du choral est chantée sur des paroles de Charles Dombre écrites en 1935, Confie à Dieu ta route, une traduction de Befiehl du deine Wege.